# Nomos Lesbos
Lesbos – do końca 2010 roku prefektura w Grecji, w regionie administracyjnym Wyspy Egejskie Północne. W 2005 roku prefektura miała 110 220 mieszkańców. 

## Wyspy
Do prefektury należały trzy wyspy:
- Lesbos
- Lemnos
- Ajos Efstratios